# Тюремний замок (Глухів)
«Тюремний замок» згадується ще наприкінці XVII ст. як острог для утримання злочинців. Перший тюремний замок мав вигляд дерев'яного будинку, обнесеного частоколом. Пізніше його було перебудовано, стіни укріплено. На планах Глухова XVII ст. у північно-східному куті глухівської фортеці чітко видно кілька споруд, що розташовані у квадраті огорожі.
Неподалік руїн тюремного замку, що збереглися, було виявлено підвалини більш архаїчної споруди. Глибина фундаментів сягала близько трьох метрів. Під такий потужний підмурок підкоп зробити було просто неможливо. Пізніше, у XIX ст., глухівську тюрму було перебудовано за новим проєктом. Згадки про креслення проєкту нещодавно віднайшла співробітниця Державного історико-культурного заповідника у м. Глухові. Датуються вони 1837 роком.

## Галерея

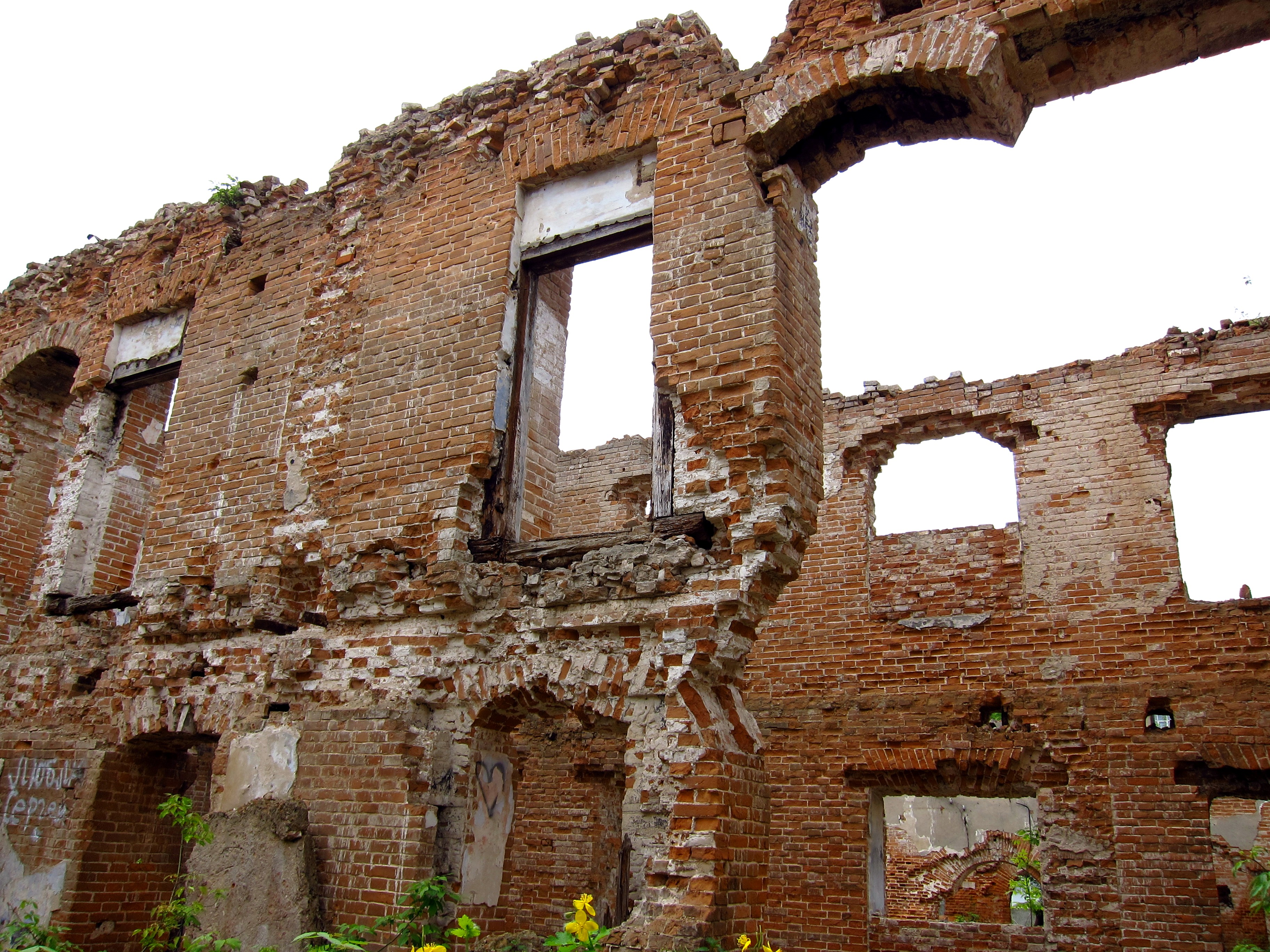
Фрагмент стіни (червень 2010 року)
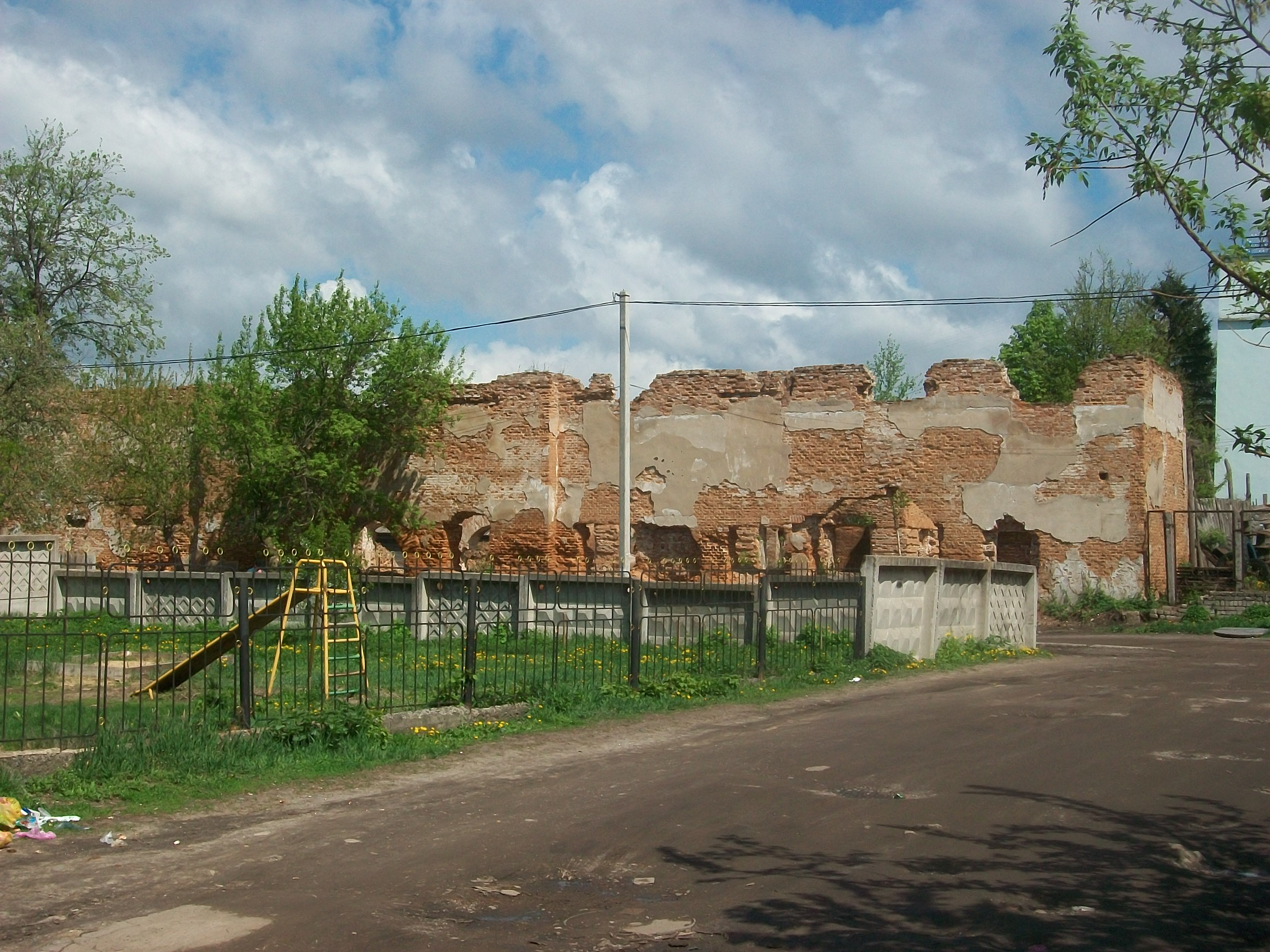
Вид на замок (травень 2011 року)
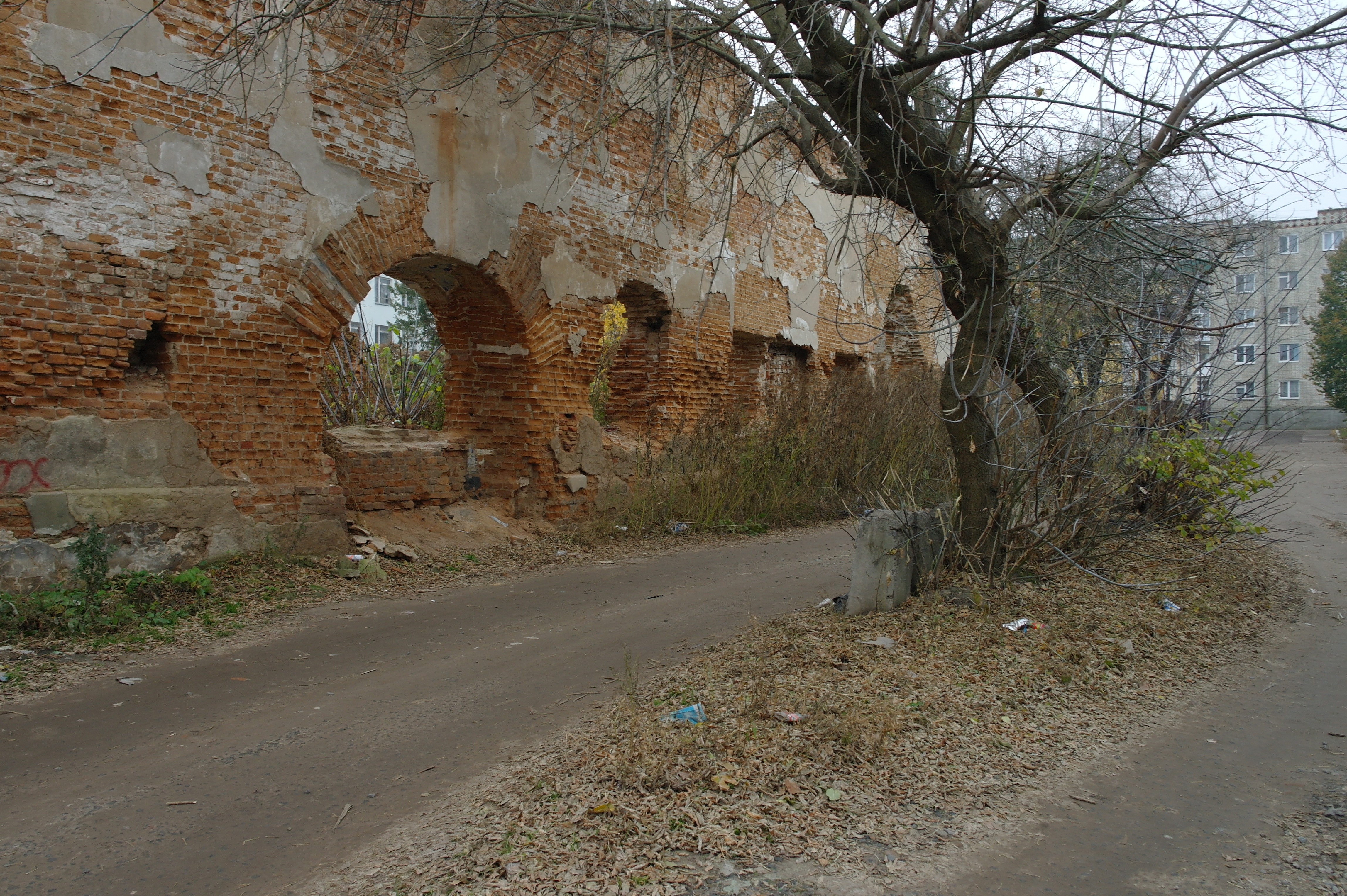
Фрагмент стіни (жовтень 2013 року)
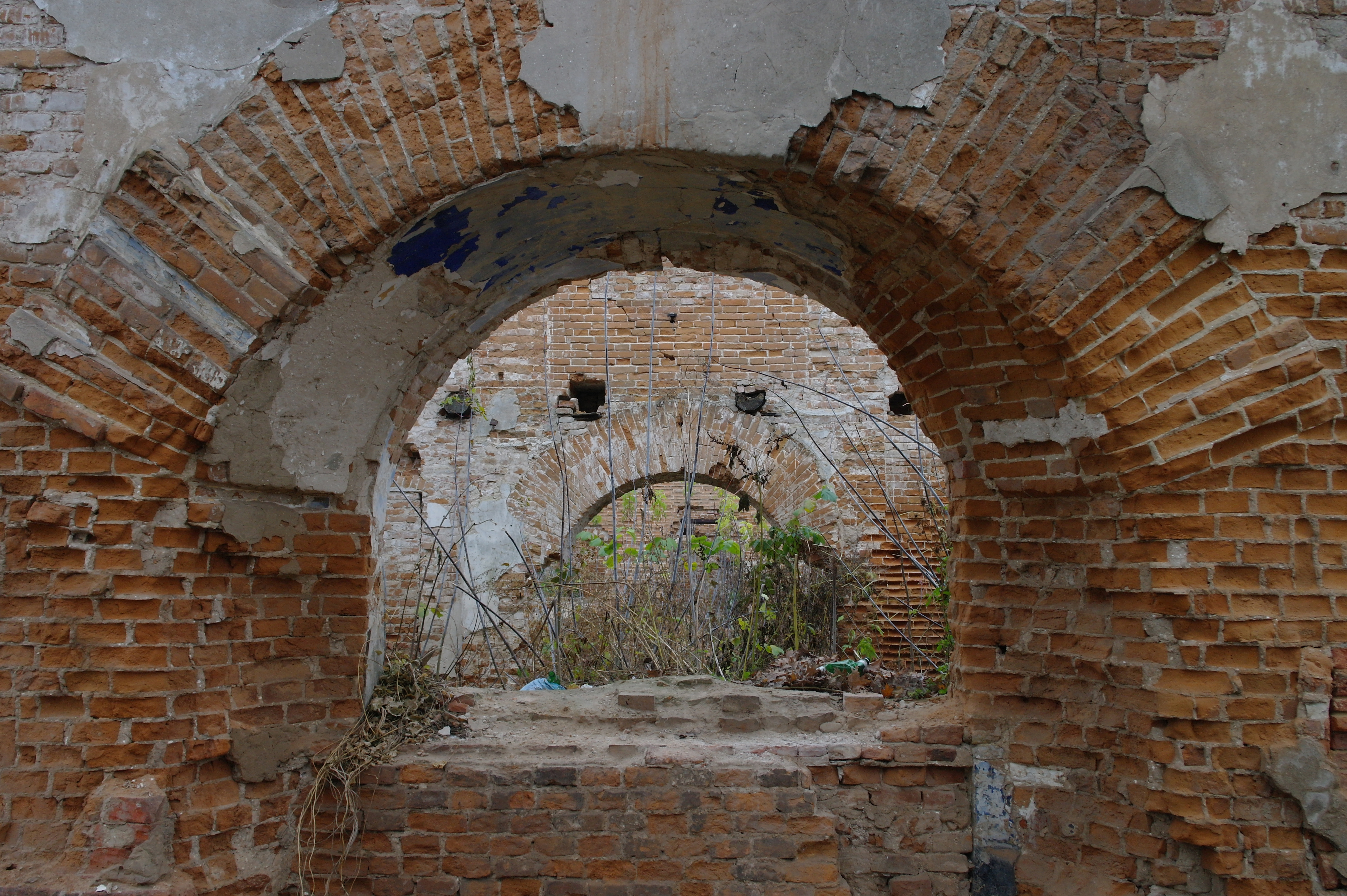
Фрагмент стіни (жовтень 2013 року)
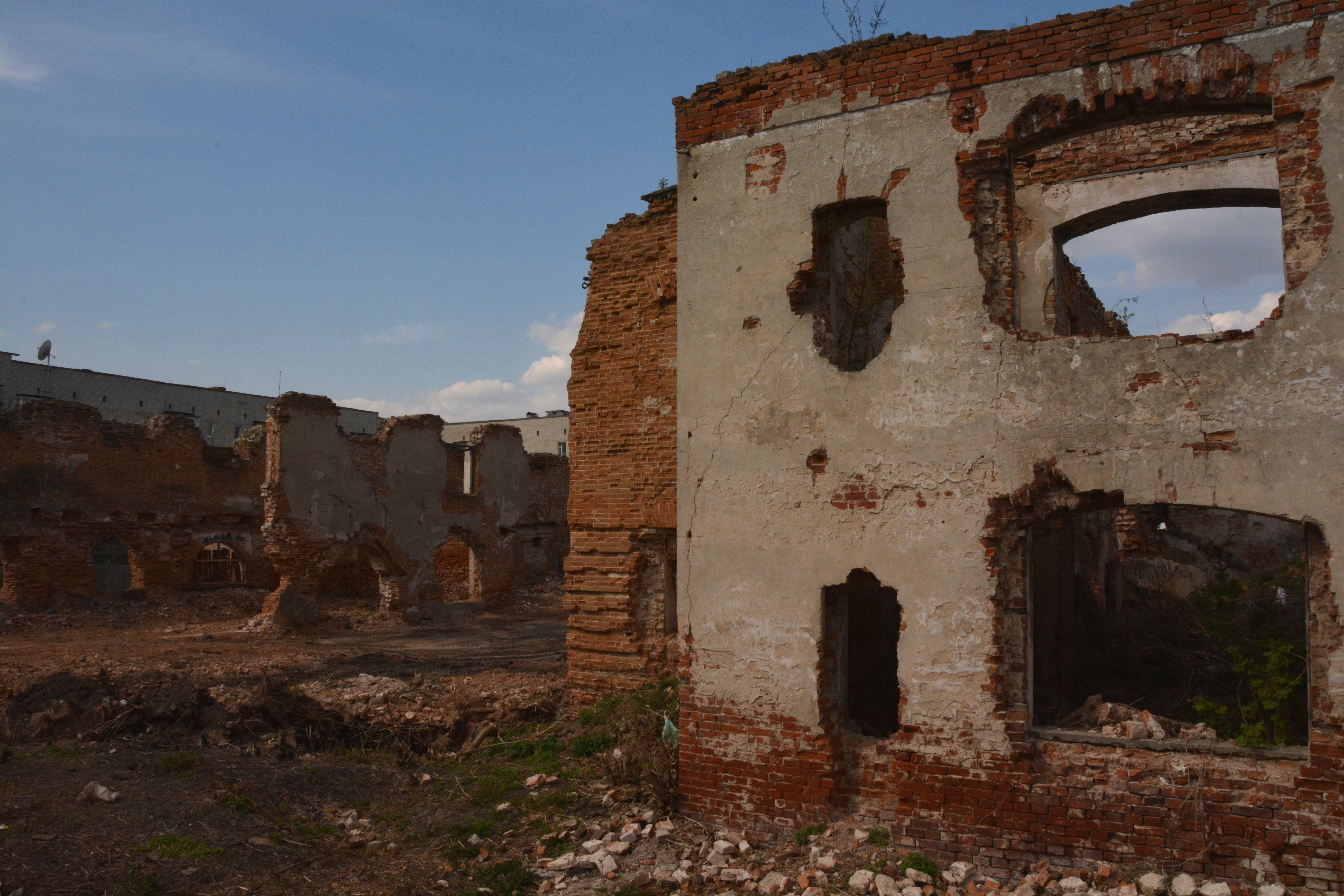
Вид всередині (квітень 2014 року)